# 政治與英語
《政治與英語》（英語：Politics and the English Language）是喬治·奧威爾於1946年發表的雜文，批評「醜陋不準確」的當代英語。
奧威爾指出，政治語言是為了「使謊言聽起來真實，使謀殺看起來正當，把空話說得真有其事」而形成。他認為這些文體隱藏真相，而非彰顯真相，所以必然是語意含糊或無意義的。這種文體甚至可以「傳染」無意隱藏真相的人，也會使作者的思想在自己和其他人面前隱蔽起來。奧威爾提倡簡明英語。

## 摘錄和分析

### 語意含糊文章的原因和特徵
奧威爾認為差劣文體和不人道的意識形態兩者之間關係密切：
舉例說，有安逸的英國教授要為俄羅斯極權辯護，他不能公然說：「我相信，若然殺死反對者會帶來好處，便可以這樣做。」因此，他大概會這樣說：
當我們勉強承認蘇聯政權展現一些人道主義傾向譴責的特徵，我想我們必須認同褫奪政治反對者的權力是過渡期間無可避免的附隨物，而俄羅斯人民響應經歷的苦難在豐碩的成果面前就充分證明是情有可原的。

誇張手法是一種委婉。大量的拉丁字詞像軟雪般降在事實之上，使輪廓變得模糊，覆蓋了一切細節。清晰語言的敵人是不誠實。当一个人说出的意图并不是他真正的意图时，他會像烏賊噴墨一般，自动使用長字詞和陳詞濫調的成語。
奧威爾指出，這種降格會不斷地自我延續下去。含糊措詞因模仿而擴散，使其原有的政治、經濟的效果增強。這種朦朧的精神懶惰，使人更容易逃避，免得正確地思考。
一個人開始喝酒，因為他自覺是個失敗者，而他因為酗酒而更加失敗。……〔英語〕變得醜陋而不準確，因為我們的思想太過愚昧，而我們語言混亂，使我們更容易有愚昧的思想。

### 《傳道書》的譯文
為加以說明，他把《聖經·傳道書》9章11節──
I returned and saw under the sun, that the race is not to the swift, nor the battle to the strong, neither yet bread to the wise, nor yet riches to men of understanding, nor yet favour to men of skill; but time and chance happeneth to them all.
中文和合本：我又轉念，見日光之下，快跑的未必能贏；力戰的未必得勝；智慧的未必得糧食；明哲的未必得資財；靈巧的未必得喜悅。所臨到眾人的是在乎當時的機會。
——翻譯成「最惡劣的現代英語」，
Objective considerations of contemporary phenomena compel the conclusion that success or failure in competitive activities exhibits no tendency to be commensurate with innate capacity, but that a considerable element of the unpredictable must invariably be taken into account.
直譯：對當前現象的客觀考慮強制得出的結論是，競爭活動的成敗並不與先天能力相稱，而總是必須考慮相當份量的不可預料事件。
奧威爾年幼時就讀於聖居普良學校（St Cyprian's School），校長夫人Cicely Vaughan Wilkes教授奧威爾英文時，使用了這個方法來向學生說明何為好文章。她會選取《聖經》英王欽定本內的簡明篇章，然後把它「翻譯」成差劣英語，以此顯示原作的清晰和華麗。跟隨奧威爾到伊頓公學的Walter John Christie寫道，Wilkes夫人傳授他們「簡明、誠實、避免冗詞」的優點，也指出奧威爾後來的寫作中可見Wilkes夫人最珍視的品質。

### 六個補救法則
奧威爾表示，當代人會輕易犯上他所描述的不良寫作問題，又指出使用無義空話或陳腔濫調的誘惑，就像是「手肘下永遠有一包阿士匹靈」。尤其是這種寫作已為作者預備好思想，免去他清晰思考（或清晰寫作）的功夫。然而他總結說，縱然寫作已經變劣，但仍可挽救，並向讀者提供六個可避免犯上他早前舉例的寫作錯誤：
1. 不要使用明喻、暗喻或其他在刊物中經常可見的修辭手法。
2. 短字詞已經足夠時，就不要使用長字詞。
3. 倘若可以刪去某個字，必須把它刪去。
4. 可以使用主動式時，就不要使用被動式。
5. 倘若可以一個同義的日常英語詞彙，不要使用外來詞彙、科學用語或行話。
6. 當必須避免說出粗鄙的話時，應打破這些法則。

第六法則的意義是，當作者必須打破首五個法則以組成通順句子時，就應該打破法則。而且，作者也不應以英語來擺佈或矇騙讀者。奧威爾指出，心裏野蠻的人以這五個手段來跟文明社會溝通。John Rodden則聲稱，由於奧威爾的作品多為議論文，他本人有時也會違反這些法則，而奧威爾也不得不承認他在《政治與英語》這篇論文中也無疑違反了其中一些规则。

## 總結
奧威爾批評因模仿而傳播的不良寫作習慣。他主張作者必須摒棄這些壞習慣，把他們要說的話想清楚，因為清晰的思路是革新政治不可或缺的一步。
他選取了五段文字──哈羅德·拉思基作品 （「53個詞中出現五重否定」）、朗斯羅·霍格本作品（混合比喻）、《政治》雜誌上關於心理學的一篇雜文（純粹毫無意義）、共產主義小冊子（「充满官腔和慣用語的文章」）、《論壇》雜誌的一篇讀者來信（文義割裂），從中列出「詐騙和曲解的清單，歸類為『垂死隱喻』、『語言的義肢』、『做作措詞』和『無意義詞語』」。
他提到現代文章的作者不愛以實在的用詞，而喜歡以「做作的拉丁化風格」寫作，他把《聖經》英文譯本和諷刺的仿「現代英語」譯本作比較。這現象在政治文章中尤其嚴重，奧威爾指出「正統......似乎要求一個無生命、模仿的風格」。政治演說和文章一般都是為「無法辯護的」辯護，因此衍生出委婉誇張的風格。思想使語言腐化，語言也可使思想腐化。奧威爾提出六個基本法則，可避免犯上他所描述的錯誤，但「遵守全部法則的人也可繼續寫不良英語」。
奧威爾明言，他沒有考慮到語言的文藝用途，只是認為語言應該表達而非隱瞞思想。他也坦承自己有不足之處，指出「把這文章再讀一遍，你肯定會找出我多次犯上自己所反對的錯誤」。

## 刊登
《政治與英語》原刊於《地平線》1946年4月號（第13冊，第76期，第252至265頁）。
妻子在1945年3月去世之後，奧威爾一直以高速寫作，寫成了約130篇文學稿件，其中包括一些很長的作品。《動物農莊》在1945年8月出版後，奧威爾經歷了一段重要和商業的文學成功時期。他在翌年2月患上重病，急忙離開了倫敦前往朱拉島，並在那裏開始創作《一九八四》。
《妨礙文學》與《政治與英語》幾乎同時刊出，兩篇都是反映奧威爾對真相的關注，探討真相如何取決於語言的運用。他注意到故意使用誤導用語來隱藏令人不悅的政治軍事事實，也在他稱為「親蘇聯」文體中辨認出語言的散漫。他在《妨礙文學》中推測，未來極權統治下的文學風格，會是既公式化又低級譁眾取寵。同時，奧威爾在《爭論》發表不署名文章，回應《現代季刊》的一篇攻擊。他強調同一雜誌中J·D·貝爾納的模棱兩可和駭人的文體，也引用了厄蒙德·威爾遜對約瑟夫·E·戴維斯《出使莫斯科記》文體的責罵。

## 評價
米高·謝爾登在他為奧威爾所寫的傳記中，稱《政治與英語》為「他關於寫作風格的最重要雜文」；然而，同樣著有奧威爾傳記的英國政治學教授貝爾納德·克里克，對奧威爾在《爭論》發表的同主題雜文不表讚揚，但完全沒有提及《政治與英語》。泰利·伊格爾頓讚揚奧威爾把政治用語解密，但後來卻對他不抱幻想。語言學家Geoffrey K. Pullum則認為這篇文章「不誠實和愚蠢」，批評它「無理和難以遵循地堅持好文章必須避免一切常見的用語和詞彙」。
寫作的導論課程經常引用《政治與英語》。

## 與其他作品的關聯
奧威爾的語言的關注可見於其小說《讓葉蘭在風中飛舞》，其中主角Gordon Comstock厭惡宣傳口號。這關注也可見於紀實文學《向加泰羅尼亞致敬》，第二次世界大戰後作品仍沿用此主旨。
《一九八四》內的「新話」是這主旨的最佳寫照。分析家米高·謝爾登（Michael Shelden）稱「新話」為「充斥不良作家社會（就像奧威爾在《政治與英語》所描述）的最佳語言，因為它減少了可供他們選擇的詞彙數目」。「新話」會先使作者道德敗壞，然後政治敗壞，「因為它容許作者以現成用語欺騙自己和讀者」。